# Jeroni Poch
Jeroni Poch (Fortià ?, finals s. XVI - ?, ?) fou un metge empordanès, autor de De Naturae malitia aetatem superante et de impotentia ad copulam carnalem (1637), que analitza la naturalesa, les causes i les afectacions de la impotència sexual.

## Biografia
Fill de Fortià, d'acord amb la informació escrita pel mateix metge, es tenen poques notícies de la seva vida personal a banda d'algun fet puntual. Al llarg dels segles xvi i xvii hi ha una forta presència de diverses branques de la família Poch, provinent del mas Poch de la mateixa població. Dos familiars seus van ser domer i sagristà a cavall dels segles xvi i xvii. Un fet important, atès que en una dispensa papal de 1606 es diu que era fill fruit de la relació d'una dona i un prevere.
La poca documentació conservada no permet saber del cert si va realitzar els seus estudis a Girona o a Barcelona, com defensa Anastasio Chinchilla. Acabats els estudis s'establí a Girona, on exercí de metge. De les poques dades de la seva vida, només es coneix la seva presència a Fortià el 1636 a la Casa Gran de Ferrer, actuant de testimoni del cavaller fortianenc Pere Ignasi Ferrer, potser perquè l'estava tractant d'alguna malaltia.
Fruit de la seva experiència professional el 1637 publicà De Naturae malitia aetatem superante et de impotentia ad copulam carnalem, que analitza la naturalesa, les causes i les afectacions de la impotència sexual. Segons el mateix autor era un tema mai tractat abans per cap professional de la medicina. L'obra es divideix en dos tractats reunits en un sol volum. En el primer compta amb les aportacions al respecte fetes pels principals filòsofs i canonistes. I en el segon s'ocupa de la impotència tot analitzant els atributs sexuals de dones i homes. Molt llegit a l'època, valorat encara a inicis del segle xix, però menystingut amb els grans avenços de la medicina contemporània.